# Hillel Fürstenberg
Hillel (Harry) Fürstenberg (em hebraico:  הלל פורסטנברג‎; Berlim, 29 de setembro de 1935) é um matemático israelense.
Recebeu o Prêmio Israel de 1993. Foi palestrante convidado do Congresso Internacional de Matemáticos em Hyderabad (2010: Ergodic structures and non conventional ergodic theorems), em Quioto (1990: Recurrent ergodic structures and Ramsey theory), em Estocolmo (1962: A Poisson formula for semi-simple Lie groups) e em Nice (1970: Boundaries of Lie groups and discrete subgroups).
Recebeu o Prêmio Abel de 2020, juntamente com Grigory Margulis, "por pioneirismo no uso de métodos da probabilidade e dinâmica em teoria dos grupos, teoria dos números e combinatória".